# Fábio Sotto Mayor
Fábio Sotto Mayor (Ribeirão Preto, ) é um automobilista brasileiro, campeão da Stock Car Brasil em 1988.
Fábio começou a correr aos 18 anos, em corridas de rua, em Ribeirão Preto. O ingresso na stock car foi em 1981.
Em 1991 bateu o recorde brasileiro de velocidade com um carro stock car, alcançando a marca de 303Km/h.